# الهی
الهی (منسوب به اله یا الله) یک نام خانوادگی‌ست. افراد شاخص با این نام از این قرارند:
- سید محمدحسن الهی طباطبایی
- الهی اسدآبادی
- الهی اردبیلی
- اصغر الهی
- بیژن الهی
- نورعلی الهی
- بهرام الهی